# Saint-Martin-du-Mont, Ain

Saint-Martin-du-Mont este o comună în departamentul Ain din estul Franței.